# El Tacahuite
El Tacahuite är en ort i Mexiko.   Den ligger i kommunen Juchique de Ferrer och delstaten Veracruz, i den sydöstra delen av landet, 260 km öster om huvudstaden Mexico City. El Tacahuite ligger 591 meter över havet och antalet invånare är 217.
Terrängen runt El Tacahuite är kuperad åt nordost, men åt sydväst är den bergig. Runt El Tacahuite är det ganska tätbefolkat, med 75 invånare per kvadratkilometer. Närmaste större samhälle är Villa Emilio Carranza, 16,8 km norr om El Tacahuite. I omgivningarna runt El Tacahuite växer i huvudsak städsegrön lövskog.